# 안명주
안명주(1979년 4월 27일 ~ )는 대한민국의 배우이다.

## 학력
- 서일대학 연극영화과

## 출연 작품

### 영화
- 《잊혀진 겨울》 (2018년) - 명은 역
- 《파란 입이 달린 얼굴》 (2018년) - 강사 역
- 《히말라야》 (2015년) - 장철구대원 역
- 《특종: 량첸살인기》 (2015년) - 동네주민 역
- 《만신》 (2014년) - 개신교도 역
- 《플랜맨》 (2014년) - 그룹치료환자 1 역
- 《용의자》 (2013년) - 기자 역
- 《연애의 온도》 (2013년) - 병원직원 역

### 드라마
- 《검법남녀》 (2018년, MBC) - 국선변호사 역
- 《스위치 - 세상을 바꿔라》 (2018년, SBS)
- 《라이브》 (2018년, tvN)
- 《고백부부》 (2017년, KBS2)
- 《별별 며느리》 (2017년, MBC)
- 《우리 갑순이》 (2016년, SBS)
- 《여자의 비밀》 (2016년, KBS2)
- 《마스터 - 국수의 신》 (2016년, KBS2)
- 《아이가 다섯》 (2016년, KBS2)
- 《착하지 않은 여자들》 (2015년, KBS2)